# خوان إغناثيو سيلس
خوان إغناثيو سيلس (بالإسبانية: Juan Ignacio Sills)‏ هو لاعب كرة قدم أرجنتيني في مركز الدفاع، ولد في 5 أبريل 1987 في San Antonio de Areco ‏ في الأرجنتين. لعب مع أوليمبو وانيستتوتو وفيليز سارسفيلد ونادي أونيفرسيداد دي تشيلي.

## وصلات خارجية
- خوان إغناثيو سيلس على موقع قاعدة بيانات كرة القدم.إي يو (الإنجليزية)
- خوان إغناثيو سيلس على موقع Soccerway.com (الإنجليزية)